# Ślemień (gmina)
Ślemień (1976-1991 jako część gminy Gilowice-Ślemień) – gmina wiejska w województwie śląskim, w powiecie żywieckim. W latach 1975–1998 gmina położona była w województwie bielskim.
Siedziba gminy to Ślemień. W jej skład wchodzą sołectwa: Ślemień, Kocoń i Las.
Według danych z 30 czerwca 2004 gminę zamieszkiwało 3425 osób. Natomiast według danych z 31 grudnia 2017 roku gminę zamieszkiwało 3541 osób.

## Historia
Gmina zbiorowa Ślemień funkcjonowała cztery razy, w latach: 1934–1941, 1944–1954, 1973–1976 i od 1991.
Gmina zbiorowa Ślemień  została utworzona po raz pierwszy 1 sierpnia 1934 roku w powiecie żywieckim w woj. krakowskim z dotychczasowych jednostkowych gmin wiejskich: Hucisko, Kocierz ad Rychwałd, Kocoń, Kurów, Las, Pewelka, Pewel Ślemieńska i Ślemień.
Podczas II wojny światowej, 30 listopada 1940, hitlerowcy zwiększyli gminę Ślemień o gromadę Gilowice z sąsiedniej gminy Gilowice (którą równocześnie zniesiono), natomiast gminę Ślemień zminiejszyli o gromady: Hucisko (właczoną do gminy Jeleśnia) i Kocierz ad Rychwałd (właczoną do nowo utworzonej gminy Zadziele). 1 lipca 1941 od gminy Ślemień odłączono gromady Kurów, Las i Pewelka, włączając je do gminy Stryszawa, po czym gminę Ślemień zniesiono, przemianowując ją na Gilowice (gromady Kocoń, Pewel Ślemieńska, Ślemień i Gilowice).
Po zakończeniu wojny przywrócono podział administracyjny sprzed wojny i według stanu z dnia 1 lipca 1952 roku gmina Gilowice składała się z 8 gromad: Hucisko, Kocierz ad Rychwałd, Kocoń, Kurów, Las, Pewelka, Pewel Ślemieńska i Ślemień. Gmina została zniesiona 29 września 1954 roku wraz z reformą wprowadzającą gromady w miejsce gmin.
Gminę Ślemień reaktywowano w dniu 1 stycznia 1973 roku tymże powiecie w województwie krakowskim w znacznie zredukowanym składzie, obejmującym zaledwie 3 sołectwa: Kocoń, Las i Ślemień 1 czerwca 1975 gmina znalazła się w nowo utworzonym woj. bielskim. 2 lipca 1976 roku gmina Ślemień została ponownie zniesiona przez połączenie z dotychczasową gminą Gilowice oraz prawie całą gminą Łękawica w nową gminę Gilowice-Ślemień.
Gmina Ślemień powstała po raz czwarty 2 kwietnia 1991 w związku z rozpadem gminy Gilowice-Ślemień, w granicach z 1976 roku (sołectwa Kocoń, Las i Ślemień).
| Gromada / Sołectwo      | 1934-08-01 1940-11-29 | 1940-11-30 1941-06-30 | 1941-07-01 1944-08-21 | 1944-08-22 1954-09-28 | 1973-01-01 1976-07-01 | 1976-07-02 1991-04-01 | 1991-04-02 |
| ----------------------- | --------------------- | --------------------- | --------------------- | --------------------- | --------------------- | --------------------- | ---------- |
| Gilowice                | Gilowice              | Ślemień               | Gilowice              | Gilowice              | Gilowice              | Gilowice-Ślemień      | Gilowice   |
| Kocierz Moszczanicki    | Gilowice              | Zadziele              | Zadziele              | Gilowice              | Łękawica              | Gilowice-Ślemień      | Łękawica   |
| Łękawica                | Gilowice              | Zadziele              | Gilowice              | Gilowice              | Łękawica              | Gilowice-Ślemień      | Łękawica   |
| Łysina                  | Gilowice              | Zadziele              | Gilowice              | Gilowice              | Łękawica              | Gilowice-Ślemień      | Łękawica   |
| Okrajnik                | Gilowice              | Zadziele              | Gilowice              | Gilowice              | Łękawica              | Gilowice-Ślemień      | Łękawica   |
| Rychwałd                | Gilowice              | Zadziele              | Gilowice              | Gilowice              | Gilowice              | Gilowice-Ślemień      | Gilowice   |
| Rychwałdek              | Gilowice              | Sporysz               | Sporysz               | Gilowice              | Świnna                | Świnna                | Świnna     |
| Hucisko                 | Ślemień               | Jeleśnia              | Jeleśnia              | Ślemień               | Stryszawa             | Stryszawa             | Stryszawa  |
| Kocierz Rychwałdzki     | Ślemień               | Zadziele              | Zadziele              | Ślemień               | Łękawica              | Gilowice-Ślemień      | Łękawica   |
| Kocoń                   | Ślemień               | Ślemień               | Gilowice              | Ślemień               | Ślemień               | Gilowice-Ślemień      | Ślemień    |
| Kurów                   | Ślemień               | Ślemień               | Stryszawa             | Ślemień               | Stryszawa             | Stryszawa             | Stryszawa  |
| Las                     | Ślemień               | Ślemień               | Stryszawa             | Ślemień               | Ślemień               | Gilowice-Ślemień      | Ślemień    |
| Pewel Ślemieńska        | Ślemień               | Ślemień               | Gilowice              | Ślemień               | Świnna                | Świnna                | Świnna     |
| Pewelka                 | Ślemień               | Ślemień               | Stryszawa             | Ślemień               | Stryszawa             | Stryszawa             | Stryszawa  |
| Ślemień                 | Ślemień               | Ślemień               | Gilowice              | Ślemień               | Ślemień               | Gilowice-Ślemień      | Ślemień    |
| Czernichów              | Sporysz               | Zadziele              | Zadziele              | Sporysz               | Czernichów            | Czernichów            | Czernichów |
| Isep                    | Sporysz               | Żywiec (m)            | Żywiec (m)            | Sporysz (do 1949)     | Żywiec (m)            | Żywiec (m)            | Żywiec (m) |
| Międzybrodzie Żywieckie | Sporysz               | Zadziele              | Zadziele              | Sporysz               | Czernichów            | Czernichów            | Czernichów |
| Moszczanica             | Sporysz               | Zadziele              | Zadziele              | Sporysz               | Łękawica              | Żywiec (m)            | Żywiec (m) |
| Oczków                  | Sporysz               | Zadziele              | Zadziele              | Sporysz               | Łękawica              | Gilowice-Ślemień      | Żywiec (m) |
| Pewel Mała              | Sporysz               | Sporysz               | Sporysz               | Sporysz               | Świnna                | Świnna                | Świnna     |
| Przyłęków               | Sporysz               | Sporysz               | Sporysz               | Sporysz               | Świnna                | Świnna                | Świnna     |
| Sporysz                 | Sporysz               | Sporysz               | Sporysz               | Sporysz (do 1949)     | Żywiec (m)            | Żywiec (m)            | Żywiec (m) |
| Świnna                  | Sporysz               | Sporysz               | Sporysz               | Sporysz               | Świnna                | Świnna                | Świnna     |
| Tresna                  | Sporysz               | Zadziele              | Zadziele              | Sporysz               | Czernichów            | Czernichów            | Czernichów |
| Trzebinia               | Sporysz               | Sporysz               | Sporysz               | Sporysz               | Świnna                | Świnna                | Świnna     |
| Zadziele (do 1966)      | Sporysz               | Zadziele              | Zadziele              | Sporysz               | zalane                | zalane                | zalane     |
| Bujaków                 | Porąbka               | Kozy                  | Kozy                  | Porąbka               | Porąbka               | Porąbka               | Porąbka    |
| Czaniec                 | Porąbka               | Kęty                  | Kęty                  | Porąbka               | Porąbka               | Porąbka               | Porąbka    |
| Kobiernice              | Porąbka               | Kozy                  | Kozy                  | Porąbka               | Porąbka               | Porąbka               | Porąbka    |
| Międzybrodzie Bialskie  | Porąbka               | Kozy                  | Kozy                  | Porąbka               | Czernichów            | Czernichów            | Czernichów |
| Porąbka                 | Porąbka               | Kozy                  | Kozy                  | Porąbka               | Porąbka               | Porąbka               | Porąbka    |
| Kozy                    | Biała                 | Kozy                  | Kozy                  | Biała                 | Kozy                  | Kozy                  | Kozy       |
| Koszarawa               | Stryszawa             | Jeleśnia              | Jeleśnia              | Stryszawa             | Koszarawa             | Koszarawa             | Koszarawa  |
| Krzeszów                | Stryszawa             | Stryszawa             | Stryszawa             | Stryszawa             | Stryszawa             | Stryszawa             | Stryszawa  |
| Kuków                   | Stryszawa             | Stryszawa             | Stryszawa             | Stryszawa             | Stryszawa             | Stryszawa             | Stryszawa  |
| Lachowice               | Stryszawa             | Stryszawa             | Stryszawa             | Stryszawa             | Stryszawa             | Stryszawa             | Stryszawa  |
| Stryszawa               | Stryszawa             | Stryszawa             | Stryszawa             | Stryszawa             | Stryszawa             | Stryszawa             | Stryszawa  |
| Targoszów (od 1949)     | –                     | –                     | –                     | Stryszawa             | Stryszawa             | Stryszawa             | Stryszawa  |

## Struktura powierzchni
Według danych z roku 2002 gmina Ślemień ma obszar 45,87 km², w tym:
- użytki rolne: 37%
- użytki leśne: 58%

Gmina stanowi 4,41% powierzchni powiatu.

## Demografia

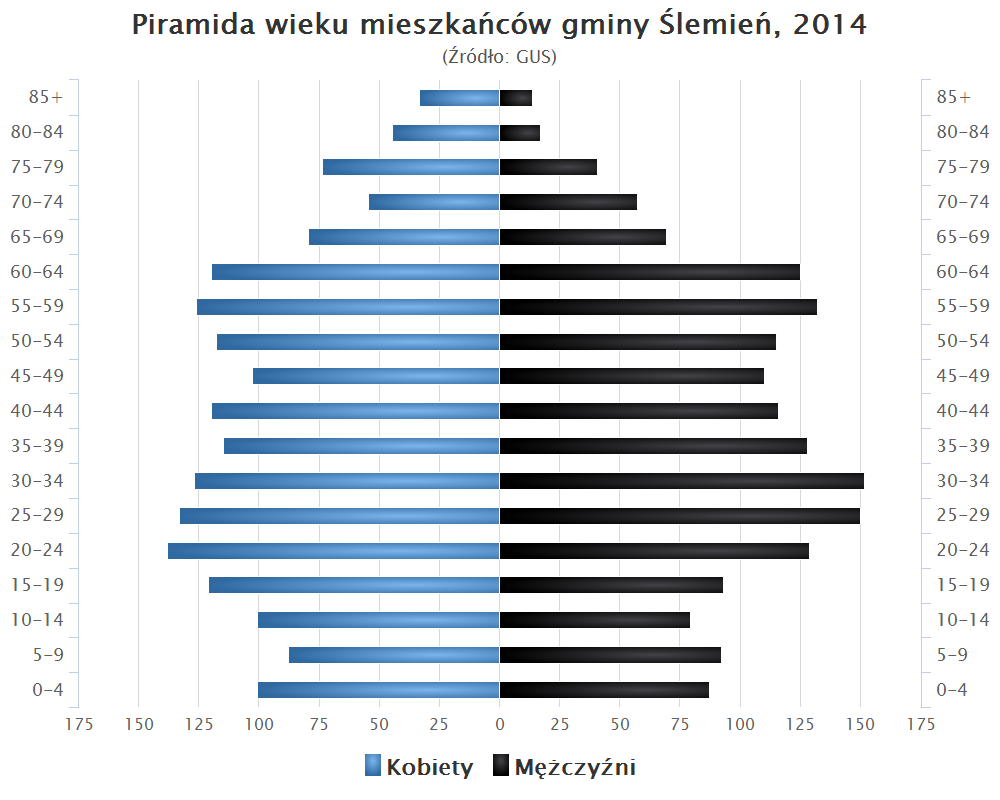
Piramida wieku mieszkańców gminy Ślemień w 2014 roku

Dane z 30 czerwca 2004:
| Opis                              | Ogółem | Ogółem | Kobiety | Kobiety | Mężczyźni | Mężczyźni |
| --------------------------------- | ------ | ------ | ------- | ------- | --------- | --------- |
| jednostka                         | osób   | %      | osób    | %       | osób      | %         |
| populacja                         | 3425   | 100    | 1763    | 51,5    | 1662      | 48,5      |
| gęstość zaludnienia (mieszk./km²) | 74,7   | 74,7   | 38,4    | 38,4    | 36,2      | 36,2      |

## Sąsiednie gminy
Andrychów, Gilowice, Jeleśnia, Łękawica, Stryszawa, Świnna